# 1970 en journalisme
Cet article présente les faits marquants de l’année 1970 en journalisme.

## Évènements
- 1er octobre : Création du journal NRC Handelsblad.

## Naissances
- 17 juin : Kamel Daoud, journaliste et écrivain algérien.
- 27 novembre : Sabine Quindou, journaliste animatrice de télévision française, principalement connue pour C'est pas sorcier.
- 31 décembre : Cyrille Legendre, écrivain et journaliste français.
- 31 décembre : Erik Nyindu, journaliste congolais.